# Quítxua Wanka
El wanka, quítxua wanka o quítxua huanca és una varietat del quítxua parlada a la regió sud-oest del departament de Junín, al Perú, per 300 000 persones aproximadament, segons el SIL. És oficial en el departament, al costat d'altres llengües, reconegudes pel Govern Regional de Junín. Pertany a la branca quítxua I, segons la classificació d'Alfredo Torero.
La primera obra lexicogràfica on es reuneix el vocabulari d'aquesta varietat lingüística és el Diccionari Políglota Incaic, editat pel Col·legi de Propaganda Fide del Perú l'any de 1905. En 1976 Rodolfo Cerrón Palomino, lingüista i docent universitari, va elaborar el «Diccionari quítxua Junín- Huanca» que el va publicar el Ministeri d'Educació, amb pròleg d'Alberto Escobar.

## Dialectes
El quítxua huanca comprèn tres dialectes:
- Huailla huanca, a les províncies de Huancayo i Chupaca, el hanan huanca antic
- Huaicha huanca, a la província de Concepción, el hurin huanca antic
- Jauja huanca, a la província de Jauja, el hatun xauxa antic[3]

## Gramàtica
El huanca difereix gramaticalment d'altres varietats de la família quítxua, ja sigui en fonologia com en morfologia i sintaxi, de manera que són mútuament inintel·ligibles. El major obstacle per a la intercomunicació es deu al fet que l'original [q] es converteix en una oclusiva glotal —"saltillo"— que desapareix o es converteix en un allargament vocàlic en posició de coda vocàlica. En shawsha wanka es converteix en [h]. Una altra característica pròpia és la transformació del /r/ originari en [l].
Com en els altres dialectes centrals i meridionals, la retrofleja originària ‹ćh› [ĉ] —“tr” segons Serafín Coronel Molina i Rodolfo Cerrón Palomino— ha estat conservada, igual que “sh” [š].